# František Kubica
František Kubica (6. března 1909, Nové Město na Moravě – 28. února 1973, Hartvíkovice) byl český lékař, spisovatel a fotograf.

## Biografie
František Kubica se narodil v roce 1909 v Novém Městě na Moravě, jeho otcem byl drážní úředník. Roku 1928 odmaturoval na gymnáziu v Třebíči a následně nastoupil na Lékařskou fakultu Masarykovy univerzity v Brně, kterou absolvoval a nastoupil na pozici sekundáře na chirurgické a interní klinice v Brně. V roce 1937 nastoupil na pozici lékaře v Nemocnici Třebíč, kde pracoval do roku 1939, posléze odešel do blízké Starče, kde začal pracovat jako obvodní lékař. Během druhé světové války se zapojil do odbojové činnosti. Posléze v roce 1945 začal pracovat jako obvodní lékař ve Znojmě, v roce 1948 byl zatčen a uvězněn v Leopoldově a Jáchymově (kde pracoval i jako vězeňský lékař), propuštěn byl až v roce 1951. V letech 1951 až 1971 působil jako lékař na poliklinice v Jihlavě, tam se v roce 1952 znovu oženil. Po roce 1960 se zapojil do procesu obrody, posléze za to byl perzekvován a ani ke konci šedesátých let nebyl rehabilitován. Plně rehabilitován byl až v roce 1991.
Zemřel v roce 1973 na Wilsonově skále nedaleko Hartvíkovic, kde se věnoval fotografování.
První básně publikoval v Třebíči již v roce 1929, posléze se začal věnovat fotografování, kdy jeho fotografie vyšly v knihách, tak i v časopisech. V roce 1948 ve Znojmě vydal Romanci o víně. Jeho dílo, které napsal během uvěznění bylo vydáno až v roce 2010 v rámci edice Libri Prohibiti. Fotografii se věnoval i během práce v Jihlavě, fotografoval pro město Jihlava, pro jihlavskou ZOO, fotografoval také pohlednicové fotografie pro nakladatelství Orbis. V roce 2017 byla v Domě Gustava Mahlera v Jihlavě uspořádána výstava fotografií Františka Kubici pod názvem Návrat oslavovatele krásy.
Působil také jako houslista městského orchestru v Třebíči. Přátelil se s Jakubem Demlem, Janem Zahradníčkem, Jaroslavem Seifertem a Vladimírem Holanem.